# Xylophanes staudingeri
Xylophanes staudingeri är en fjärilsart som beskrevs av Rothschild 1894. Xylophanes staudingeri ingår i släktet Xylophanes och familjen svärmare. Inga underarter finns listade i Catalogue of Life.